# Михайловка (Суджанский район)
Михайловка — деревня в Суджанском районе Курской области. Входит в состав Мартыновского сельсовета.

## География
Деревня находится на реке Смердица (приток Суджи), в 81 км к юго-западу от Курска, в 7,5 км к северо-востоку от районного центра — города Суджа, в 2 км от центра сельсовета  — села Мартыновка.
Улицы
В деревне улицы: Веселовка, Выгон, Хутор.
Климат
Михайловка, как и весь район, расположена в поясе умеренно континентального климата с тёплым летом и относительно тёплой зимой (Dfb в классификации Кёппена).

## Население
| 2002 | 2010 |
| ---- | ---- |
| 125  | ↘109 |

## Инфраструктура
Личное подсобное хозяйство. В деревне 65 домов.

## Транспорт
Михайловка находится в 2 км от автодороги регионального значения 38К-004 (Дьяконово — Суджа — граница с Украиной, в 4 км от автодороги 38К-028 (Обоянь — Суджа), в 2,5 км от автодороги межмуниципального значения 38Н-092 (38К-004 — Мартыновка), на автодороге 38Н-093 (38К-004 — Михайловка), в 4 км от ближайшей ж/д станции Суджа (линия Льгов I — Подкосылев).
В 108 км от аэропорта имени В. Г. Шухова (недалеко от Белгорода).